# Папур
Папур (Typha) е род многогодишни коренищни растения от семейство папурови. Съществуват около 18 вида папури, като в България има 5 вида. Растат по застояли и бавнотечащи води, предимно в блата, по крайбрежни ивици на язовири, езера и реки. Коренищата са богати на скорбяла. Папурено брашно се споменава в разказ на Чудомир.

## Видове папур
- Typha angustifolia
- Typha domingensis
- Typha × glauca (angustifolia × latifolia)
- Typha latifolia
- Typha laxmannii
- Typha minima
- Typha orientalis
- Typha capensis
- Typha shuttleworthii

### Теснолистен папур
Теснолистният папур (Typha angustifolia) е многогодишно тревисто растение с дълго пълзящо коренище. Цветоносното стъбло на теснолистния папур е високо до 2 метра, без възли и междувъзлия, обикновено облистено и на върха с едно (рядко с две или повече) женско съцветие и над него, отдалечено, едно мъжко съцветие, което се нарича кочан. Листата са плоски, линейни, тесни, широки между 4 – 10 мм. Те са без средна жилка и с успоредно жилкуване и са по-дълги от съцветието. Цветовете нямат околоцветник. Женските и мъжките съцветия са оцветени в светло кафяво и са дълги около 10 – 35 см, като са раздалечени едно от друго на разстояние от 3 см до 10 см. Мъжкият цвят има 1 – 7 тичинки, с разположени около тях множество власинки. Женският цвят се състои само от разположен на дълга дръжка плодник с горен яйчник, също заобиколен от много власинки.